# ФК Шорокшар ШК

ФК Шорокшар ШК (мађ. Soroksár Sport Club 1905), је мађарски фудбалски клуб. Седиште клуба је у Шорокшару, Будимпешта, Мађарска. Боје клуба су жута и црна. Такмичи се у НБ II. ФК Шорокшар ШК, је наследник фудбалског клуба Шорокшари, који је био победник у Купу Мађарске у сезони 1933/34. Најбољи резултат до сада било је 4. место на фудбалском првенству Мађарске (друга лига) 2016/2017.

## Имена клуба
- 1999 – ?: Шорокшар торна еђешилет − Soroksári Torna Egyesület
- ? – данас: Шорокшар ШК − Soroksár SC